# Short track ai XXIII Giochi olimpici invernali - 500 m femminile
La gara dei 500 metri femminile di short track dei XXIII Giochi olimpici invernali di Pyeongchang si è svolta tra il 10 e il 13 febbraio 2018 presso l'arena del ghiaccio di Gangneung.
La pattinatrice italiana Arianna Fontana ha conquistato la medaglia d'oro, mentre l'argento e il bronzo sono andati rispettivamente all'olandese Yara van Kerkhof e alla canadese Kim Boutin.

## Record
Prima della manifestazione il record del mondo e il record olimpico erano i seguenti:
| Record mondiale | 42"335 | Elise Christie Gran Bretagna | 13 novembre 2016 Salt Lake City, Stati Uniti |
| Record olimpico | 42"985 | Wang Meng Cina               | 17 febbraio 2010 Vancouver, Canada           |

Durante la competizione è stato battuto il seguente record:
| Data        | Evento             | Atleta         | Nazione       | Tempo  | Record          |
| ----------- | ------------------ | -------------- | ------------- | ------ | --------------- |
| 10 febbraio | Batteria 4         | Elise Christie | Gran Bretagna | 42"872 | Record olimpico |
| 10 febbraio | Batteria 8         | Choi Min-jeong | Corea del Sud | 42"870 | Record olimpico |
| 13 febbraio | Quarto di finale 2 | Elise Christie | Gran Bretagna | 42"703 | Record olimpico |
| 13 febbraio | Semifinale 1       | Choi Min-jeong | Corea del Sud | 42"422 | Record olimpico |

## Risultati

### Batterie
Batteria 1
| Pos. | Atleta              | Nazione     | Tempo  | Note |
| ---- | ------------------- | ----------- | ------ | ---- |
| 1    | Kim Boutin          | Canada      | 43"634 | Q    |
| 2    | Natalia Maliszewska | Polonia     | 43"725 | Q    |
| 3    | Lana Gehring        | Stati Uniti | 43"825 |      |
| 4    | Lucia Peretti       | Italia      | 43"994 |      |

Batteria 2
| Pos. | Atleta            | Nazione       | Tempo    | Note |
| ---- | ----------------- | ------------- | -------- | ---- |
| 1    | Arianna Fontana   | Italia        | 43"214   | Q    |
| 2    | Andrea Keszler    | Ungheria      | 43"274   | Q    |
| 3    | Kathryn Thomson   | Gran Bretagna | 1'08"896 |      |
| 4    | Suzanne Schulting | Paesi Bassi   | DNF      |      |

Batteria 3
| Pos. | Atleta             | Nazione                      | Tempo  | Note |
| ---- | ------------------ | ---------------------------- | ------ | ---- |
| 1    | Sof'ja Prosvirnova | Atleti Olimpici dalla Russia | 43"376 | Q    |
| 2    | Yara van Kerkhof   | Paesi Bassi                  | 43"430 | Q    |
| 3    | Bianca Walter      | Germania                     | 43"541 |      |
| 4    | Sumire Kikuchi     | Giappone                     | 44"838 |      |

Batteria 4
| Pos. | Atleta            | Nazione       | Tempo  | Note |
| ---- | ----------------- | ------------- | ------ | ---- |
| 1    | Elise Christie    | Gran Bretagna | 42"872 | Q,   |
| 2    | Qu Chunyu         | Cina          | 42"971 | Q    |
| 3    | Shim Suk-hee      | Corea del Sud | 43"048 |      |
| 4    | Véronique Pierron | Francia       | 43"148 |      |

Batteria 5
| Pos. | Atleta               | Nazione       | Tempo  | Note |
| ---- | -------------------- | ------------- | ------ | ---- |
| 1    | Fan Kexin            | Cina          | 43"350 | Q    |
| 2    | Maame Biney          | Stati Uniti   | 43"665 | Q    |
| 3    | Kim A-lang           | Corea del Sud | 43"724 |      |
| 4    | Anastassiya Krestova | Kazakistan    | 43"821 |      |

Batteria 6
| Pos. | Atleta               | Nazione | Tempo  | Note |
| ---- | -------------------- | ------- | ------ | ---- |
| 1    | Martina Valcepina    | Italia  | 43"698 | Q    |
| 2    | Han Yutong           | Cina    | 43"719 | Q    |
| 3    | Tifany Huot-Marchand | Francia | 44"659 |      |
| -    | Jamie Macdonald      | Canada  | -      | PEN  |

Batteria 7
| Pos. | Atleta               | Nazione     | Tempo  | Note |
| ---- | -------------------- | ----------- | ------ | ---- |
| 1    | Marianne St-Gelais   | Canada      | 43"437 | Q    |
| 2    | Anna Seidel          | Germania    | 43"742 | Q    |
| 3    | Lara van Ruijven     | Paesi Bassi | 43"771 |      |
| 4    | Magdalena Warakomska | Polonia     | 44"311 |      |

Batteria 8
| Pos. | Atleta              | Nazione                      | Tempo  | Note |
| ---- | ------------------- | ---------------------------- | ------ | ---- |
| 1    | Choi Min-jeong      | Corea del Sud                | 42"870 | Q,   |
| 2    | Petra Jászapáti     | Ungheria                     | 55"670 | Q    |
| 3    | Emina Malagich      | Atleti Olimpici dalla Russia | 56"830 |      |
| -    | Charlotte Gilmartin | Gran Bretagna                | -      | PEN  |

### Quarti di finale
Quarto di finale 1
| Pos. | Atleta              | Nazione     | Tempo  | Note |
| ---- | ------------------- | ----------- | ------ | ---- |
| 1    | Arianna Fontana     | Italia      | 43"128 | Q    |
| 2    | Yara van Kerkhof    | Paesi Bassi | 43"197 | Q    |
| 3    | Natalia Maliszewska | Polonia     | 43"384 |      |
| -    | Marianne St-Gelais  | Canada      | -      | PEN  |

Quarto di finale 2
| Pos. | Atleta         | Nazione       | Tempo  | Note |
| ---- | -------------- | ------------- | ------ | ---- |
| 1    | Elise Christie | Gran Bretagna | 42"703 | Q,   |
| 2    | Kim Boutin     | Canada        | 42"789 | Q    |
| 3    | Andrea Keszler | Ungheria      | 43"053 |      |
| 4    | Anna Seidel    | Germania      | 44"325 |      |

Quarto di finale 3
| Pos. | Atleta             | Nazione                      | Tempo  | Note |
| ---- | ------------------ | ---------------------------- | ------ | ---- |
| 1    | Sof'ja Prosvirnova | Atleti Olimpici dalla Russia | 43"466 | Q    |
| 2    | Fan Kexin          | Cina                         | 43"485 | Q    |
| 3    | Han Yutong         | Cina                         | 43"627 |      |
| 4    | Maame Biney        | Stati Uniti                  | 44"772 |      |

Quarto di finale 4
| Pos. | Atleta            | Nazione       | Tempo  | Note |
| ---- | ----------------- | ------------- | ------ | ---- |
| 1    | Qu Chunyu         | Cina          | 42"954 | Q    |
| 2    | Choi Min-jeong    | Corea del Sud | 42"996 | Q    |
| 3    | Martina Valcepina | Italia        | 43"023 |      |
| 4    | Petra Jászapáti   | Ungheria      | 43"043 |      |

### Semifinali
Semifinale 1
| Pos. | Atleta             | Nazione                      | Tempo  | Note |
| ---- | ------------------ | ---------------------------- | ------ | ---- |
| 1    | Choi Min-jeong     | Corea del Sud                | 42"422 | Q,   |
| 2    | Arianna Fontana    | Italia                       | 42"635 | Q    |
| 3    | Sof'ja Prosvirnova | Atleti Olimpici dalla Russia | 43"219 |      |
| -    | Fan Kexin          | Cina                         | -      | PEN  |

Semifinale 2
| Pos. | Atleta           | Nazione       | Tempo  | Note |
| ---- | ---------------- | ------------- | ------ | ---- |
| 1    | Yara van Kerkhof | Paesi Bassi   | 43"182 | Q    |
| 2    | Elise Christie   | Gran Bretagna | 43"184 | Q    |
| 3    | Kim Boutin       | Canada        | 43"234 | ADV  |
| -    | Qu Chunyu        | Cina          | -      | PEN  |

### Finale
| Pos.    | Atleta           | Nazione       | Tempo    | Note |
| ------- | ---------------- | ------------- | -------- | ---- |
| Oro     | Arianna Fontana  | Italia        | 42"569   |      |
| Argento | Yara van Kerkhof | Paesi Bassi   | 43"256   |      |
| Bronzo  | Kim Boutin       | Canada        | 43"881   |      |
| 4       | Elise Christie   | Gran Bretagna | 1'23"063 |      |
| -       | Choi Min-jeong   | Corea del Sud | -        | PEN  |